# Bartonville (Texas)
Bartonville é uma cidade  localizada no estado norte-americano do Texas, no Condado de Denton.

## Demografia
Segundo o censo norte-americano de 2000, a sua população era de 1093 habitantes. 
Em 2006, foi estimada uma população de 1442, um aumento de 349 (31.9%).

## Geografia
De acordo com o United States Census Bureau tem uma área de 
15,7 km², dos quais 15,6 km² cobertos por terra e 0,1 km² cobertos por água.

## Localidades na vizinhança
O diagrama seguinte representa as localidades num raio de 8 km ao redor de Bartonville. 